# Ракеле Морі
Ракеле Морі (італ. Rachele Mori; нар. 27 вересня 2006) — італійська легкоатлетка, яка спеціалізується у метанні молота.
Племінниця Фабріціо Морі, чемпіона світу-1999 з бігу на 400 метрів з бар'єрами.

## Спортивні досягнення
Чемпіонка світу серед юніорів у метанні молота (2022).
Фіналістка (6-е місце) змагань з метання молота на чемпіонаті світу серед юніорів (2021).